# Prix lyrique du cercle Carpeaux
Le prix lyrique du cercle Carpeaux est un prix d'art lyrique décerné par le cercle Carpeaux, association soutenant l'art chorégraphique et lyrique à l'Opéra national de Paris depuis 1948.

## Historique
Créé en 1996, en même temps que le Centre de formation lyrique de l'Opéra de Paris, le prix lyrique du cercle Carpeaux récompense chaque année un ou deux artistes de l'Académie de l'Opéra national de Paris ayant fait preuve, « au cours de la saison, des meilleures qualités techniques et artistiques ainsi que d'une présence scénique certaine »,.
Parmi les lauréats du prix, figurent des artistes tels Stanislas de Barbeyrac, Adriana González (en) ou Marianne Crebassa.

## Lauréats
Depuis l'origine, sont lauréats :
- 1996 : Isabelle Cals (mezzo-soprano) ;
- 1997 : Andrea Creighton (soprano) et Souren Chahidjan (basse) ;
- 1998 : Michelle Canniccioni (soprano) et Josep-Miquel Ribot (basse) ;
- 1999 : Sinead Mulhern (soprano) ;
- 2000 : Maria Droulou (soprano) et Nigel Smith (baryton) ;
- 2001 : Valérie Condoluci (soprano) et Karen Wiersba (soprano)[2] ;
- 2002 : Guillaume Antoine (basse) et Eric Salha (ténor) ;
- 2003 : Mary-Elizabeth Williams (soprano) et Armando Noguera (baryton) ;
- 2004 : Natacha Constantin (soprano) et Xavier Mas (ténor) ;
- 2005 : Diana Axentii (mezzo-soprano) ;
- 2006 : Yun Jung Choi (soprano) ;
- 2007 : Igor Gnidii (baryton) et Ugo Rabec (basse) ;
- 2008 : Maria Virginia Savastano (soprano) ;
- 2009 : Claudia Galli (soprano) et Vladimir Kapshuk (baryton) ;
- 2010 : Stanislas de Barbeyrac (ténor) ;
- 2011 : Zoé Nicolaidou (soprano) et Alexandre Duhamel (baryton) ;
- 2012 : Marianne Crebassa (mezzo-soprano) et Florian Sempey (baryton) ;
- 2013 : Andreea Soare (soprano) ;
- 2014 : Agata Schmidt (mezzo-soprano) et Oleksiy Palchykov (ténor) ;
- 2015 : Elisabeth Moussous (soprano)[4] ;
- 2016 : Ruzan Mantashyan (soprano) et Mikhail Timoshenko (baryton-basse) ;
- 2017 : Adriana González (en) (soprano) ;
- 2018 : Maciej Kwasnikowski (ténor) ;
- 2019 : Jeanne Ireland (mezzo-soprano) ;
- 2020 : Timothée Varon (baryton) ;
- 2021 : Marie-Andrée Bouchard-Lesieur (mezzo-soprano)[5] ;
- 2022 : Martina Russomanno (soprano)[5],[6] ;
- 2023 : Marine Chagnon (mezzo-soprano) et Alejandro Baliñas Vieites (basse) ;
- 2024 : Margarita Polonskaya et Adrien Mathonat[1] ;
- 2025 : Sofia Anisimova (mezzo-soprano)[7].